# 김병철 (농구인)
김병철(金昞徹, 1973년 3월 6일~)은 대한민국의 농구 선수 출신 지도자이다. 1996년부터 2011년까지 고양 오리온 오리온스의 선수로 뛰었고, 2013년부터 2022년까지 코치를 맡았다.

## 경력
- 1996년~2011년: 대구 오리온스 선수
- 2013년~2022년: 고양 오리온 오리온스 코치
- 2020년: 고양 오리온 오리온스 감독대행